# Julianów (Lublin)
Julianów [pronunciación en polaco: /juˈljanuf/] es un pueblo en el distrito administrativo de Gmina Siedliszcze, dentro del Distrito de Chełm, Voivodato de Lublin, en el este de Polonia. Se encuentra aproximadamente 11 kilómetros al este de Siedliszcze, 13 kilómetros al noroeste de Chełm, y 53 kilómetros al este de la capital regional, Lublin.